# Кригер, Герман Абрамович
Герман Абрамович Кригер (3 декабря 1923, деревня Шулево Мантуровский район, Костромская область, СССР ― 1985, Москва) ― советский учёный-правовед, специалист в области уголовного права, доктор юридических наук, профессор. Участник Великой Отечественной войны. Награждён орденами Отечественной войны I и II степеней и девятью медалями.

## Биография
Родился 3 декабря 1923 года в деревне Шулево Мантуровского района Костромской области в еврейской семье. Герман Кригер окончил среднюю школу накануне Великой Отечественной войны и в 1941 году ушёл на фронт рядовым. Герман Абрамович воевал сапером до января 1943 года. В связи с тяжёлым ранением был демобилизован и в 1944 году поступил на юридический факультет Московского государственного университета, с которым связал всю свою жизнь. В 1949 году после окончания юридического факультета МГУ Герман Абрамович поступил в аспирантуру. В 1952 году защитил кандидатскую диссертацию на тему: «Ответственность за особо опасные виды хищения социалистического собственности» (научный руководитель профессор ― В.Д. Меньшагин. Герман Абрамович Кригер в 1965 году защитил докторскую диссертацию на тему: «Борьба с хищениями социалистического имущества».
С 1952 года Герман Абрамович работал в Московском государственном университете: ассистентом, доцентом, профессором, заместителем декана юридического факультета по научной работе. Г. А. Кригер читал курс Общей части уголовного права и руководил научным студенческим кружком. Первым учеником Германа Абрамовича Кригера был профессор М. М. Бабаев, который защитил под руководством Германа Кригера кандидатскую диссертацию, а последним из защитившихся учеников был профессор Владимир Сергеевич Комиссаров.
Умер в 1985 году Москве.

### Семья
- Жена — Галина Лукинична Кригер (1928—2010).
  - Сын — Андрей Германович Кригер (род. 1951).

## Научная деятельность
Область научных интересов профессора Германа Абрамовича Кригера составляли преступления против собственности; соучастие; преступления с двумя формами вины. Является автором более 100 научных работ, в том числе 6 монографий, комментарии к Уголовному кодексу, учебники и учебные пособия. Наиболее значимая Германа Абрамовича монография «Ответственность за хищения государственного и общественного имущества по советскому уголовному праву» (1957). В этой монографии профессор Г. А. Кригер сформулировал ряд принципиальных положений, относящихся к характеристике хищений: наличие в данных преступлениях вины только в виде прямого умысла; обязательное наличие корыстной цели; были предложены критерии деления хищений на формы и виды.
Кригер Герман Абрамович принимал участие в подготовке союзных Основ уголовного законодательства 1958 года, был заместителем председателя научно-технического совета при Минвузе СССР, членом научно-консультативных советов при Верховных Судах СССР и РСФСР, членом рабочих комиссий по подготовке и совершенствованию уголовного законодательства при Верховном Совете СССР, членом редколлегии журнала «Вестник Московского университета», серия «Право».

### Публикации
Монографии:
- «Ответственность за хищения государственного и общественного имущества по советскому уголовному праву» (1957),
- «Борьба с хищениями социалистического имущества» (1965).
- «Квалификация хищений социалистического имущества» (1971),
- «Соучастие по уголовному праву» (1959, в соавт.).

## Награды
- Орден Отечественной войны I степени.
- Орден Отечественной войны II степени.
- Девять медалей.
- Благодарности Президиума Верховного Совета СССР.